# Інарі (міфологія)
Інарі Оокамі (яп. 稲荷大神, також Оінарі) — японський камі родючості, рису, сільського господарства, лисиць, промисловості та світового успіху, один з основних камі шінто. Представлений як чоловік, жінка, або андрогін, Інарі інколи виглядає як колектив з трьох або п'яти камі. Інарі був об'єктом культу з часу засновання святилища на Горі Інарі в 711 н. е., хоча деякі вчені вірять, що культ почався в пізнішому 5-му сторіччі.
Культ Інарі поширився по Японії в Період Едо, і до 16-го сторіччя Інарі став покровителем ковалів та захисником воїнів. Інарі популярна фігура в обох віруваннях Японії — Шінто та Буддизмі. Більш ніж одна третя (32,000) синтоїстських святилищ в Японії присвячені Інарі. Сучасні корпорації, такі як косметична компанія Сісеідо, продовжує шанувати Інарі як камі-заступника, зі святилищами нагорі своєї корпоративної штаб-квартири.
Лисиці Інарі, або Кіцуне, чисто білі та є його\її послами.

## Зображення
Інарі був зображався як чоловік також як і жінка. Найпопулярніші подання Інарі, згодно з вченим Карен Енн Смиєрс, це молода жінка — богиня їжі, старий чоловік, що тримає рис, та андрогінний Бодхісатва. Жоден вид не є правильним; привілейована стать зображення варіює згідно з регіональними традиціями та індивідуальними віруваннями. Через свій близький зв'язок з кіцуне, часто вірять у те, що Інарі є лисицею; хоча це вірування широко поширене, священники сінто та буддизму перешкоджають цьому.